# 니키 양
니키 양(Niki Yang)은 미국에 거주하는 한국인 애니메이터이다. 본명은 양현정이다. 홍익대학교와 캘리포니아 인스티튜트 오브 디 아츠(CalArts)를 졸업한 후 프레드레이터 스튜디오에서 《패밀리 가이》의 스토리보드 작가를 맡았다. 현재 《어드벤처 타임》에서 BMO와 레이디 레이니콘(Lady Rainicorn)의 목소리를 담당하고 있다.

## 작품 목록

### 단편 애니메이션
- "Where is the Jackknife?" (2000)[5]
- "East of the Sun, West of the Moon" (2001)[5]
- "Demitri's Violin" (2002)[6]
- "Harmony in Red" (2003)[7]
- "Power to the Power" (2004) - The Mae Shi의 동명의 곡 뮤직비디오.
- "Two Witch Sisters" (2008) - 《랜덤! 카툰》 중에서
- "Victor the Delivery Dog" (2009) - 《랜덤! 카툰》 중에서

### 단편 영화
- "Killing of Alaskan King Crab" (2013)

### 기타 참여 작품
- 《게임 오버》 (2004) - 애니메이션 보조, 스토리보드 수정
- 《패밀리 가이》 - 스토리보드 수정, 스토리보드 그림[4]
- 《Stewie Griffin: The Untold Story》 (2005) - 스토리보드 그림
- 《Slacker Cats》 (2007) - 스토리보드 그림, 감독[4]
- 《삐뽀사루 겟츄! 만화 시리즈》 (2008) - 스토리보드 그림
- 《Seth MacFarlane's Cavalcade of Cartoon Comedy》: "Gay Knight" - 스토리보드
- 《팬보이 & 첨첨》 (2009) - 스토리보드 그림
- 《어드벤처 타임》 (2010) - 스토리보드 그림, 글
- 《어항 속의 하이틴》 (2010) - 스토리보드 그림, 글
- 《디퍼와 메이블의 미스터리 모험》 (2012) - 스토리보드 그림

### 성우
- "Two Witch Sisters" (2008) - Baby rabbit 역.
- 《어드벤처 타임》 (2010) - BMO, 레이디 레이니콘, 롤리팝 걸(Lollipop Girl) 역
- 《디퍼와 메이블의 미스터리 모험》 (2012) - Candy Chiu 역
- 《Night of the Tornado》 (2012) - Joe's comforter, Gordon's comforter, Cole's comforter 역
- 《위 베어 베어스 》 (2015) - 클로이의 엄마 역

## 다른 읽을거리
- Polk, Angie (2009년 2월 9일). “Meet Niki Yang”. 프레드레이터 스튜디오 블로그. 2012년 3월 26일에 원본 문서에서 보존된 문서. 2011년 6월 21일에 확인함.
- Farago, Andrew (2009년 1월 29일). “Random Thoughts from Frederator Cartoonists” |url= 값 확인 필요 (도움말). 《애니메이션 월드 네트워크》. 2011년 7월 29일에 확인함.[깨진 링크(과거 내용 찾기)]